# الفنون والسياسة
وُجدت العلاقة القوية بين الفنون والسياسة، لا سيما بين مختلف أنواع الفن والسلطة، عبر الحقب التاريخية والثقافات. وفي حين يستجيب الفن للأحداث والسياسات المعاصرة، فإنه يتخذ أبعادًا سياسية واجتماعية على حد سواء، ليصبح في حد ذاته محورًا للجدل بل وقوة للتغيير السياسي والاجتماعي.
ومن الملاحظ على نطاق واسع أن الموهبة العظيمة تتمتع بروح حرة. فعلى سبيل المثال بوشكين، الذي يعده بعض العلماء أول كاتب عظيم في روسيا، أثار غضب الموظفين الروس، لا سيما القيصر، غضباً شديداً لأنه «بدلاً من أن يكون خادماً جيداً للدولة في الإدارة العامة ويمتدح فضائل تقليدية في كتاباته المهنية (إن كان عليه أن يكتب)، فقد ألَّف أبيات شعر بالغة الغطرسة وشديدة الاستقلال والضرر تتجلى فيها حرية الفكر الخطرة في حداثة تفكيكه وفي جرأة خياله الحسي، وفي ميله للسخرية من الطغاة الكبار والصغار».

## تاريخ الفن
وفقًا لغرويس، «للفن قوته الخاصة في العالم، وهو اليوم يشكل قوة في لعبة السلطة في عالم السياسة العالمية بقدر ما كان ذات يوم في ساحة سياسات الحرب الباردة».

### التغيير الاجتماعي والسياسي
غير أن بعض الفنانين والنقاد الاجتماعيين يعتقدون أن «الفن لا فائدة منه كأداة للتغيير السياسي» عندما يتعلق الأمر بظواهر سياسية مستعصية كالنزاعات العصرية في الشرق الأوسط. ومع ذلك، فهناك أمثلة يستعين بها الفنانون بالفنون في خدمة التغيير السياسي.

## دور الشعر
«الشعراء هم المشرعون غير المعترف بهم في العالم».

ــ بيرسي بيش شيلي، دفاعًا عن الشعر
قال الشاعر الإيطالي يونڠاريتي، في مقابلة مع المخرج پاسوليني حول التجاوزات في الفيلم الوثائقي لاجتماعات الحب عام 1964، إن أساس الشعر هو انتهاك جميع القوانين.
تُعد تلاوة الشعر القوي البليغ شكلاً فنياً شعبياً في الاحتجاجات والتجمعات السياسية الأمريكية. من الحقوق المدنية، تحرير المرأة، حقوق المثليين، وحركات استقلال بورتوريكو إلى حياة السود مهمة، يستخدم الشعر لبناء وحدة عاطفية في الحشود ولفت انتباه وسائل الإعلام. كتب جيانينا براشي: «الشعراء والفوضويون دائماً هم أول من يذهب. أين؟ إلى الخط الأمامي. أينما كان». ومن بين قصائد الاحتجاج أعمال غندولين بروكس، وريوت ورايت لـ إلين جينسبيرج وليدي ليبرتي لـ تاتو لافيرا وروزا باركس لـ نيكي جيوفاني وأميري باراكا باركس وأصدقائي وجايسو لـ جيل ماكدونو (جاباشيرز). اعتُقل الشاعر بيت آلن غينسبيرغ في مظاهرة ضد الحرب في مدينة نيويورك عام 1967 وقُتل بالغاز المسيل للدموع في المؤتمر الوطني الديمقراطي في شيكاغو عام 1968.

## أمثلة

### الأممية الموقفية
الأممية الموقفية (إس إي)، مجموعة صغيرة من المحرّضين السياسيين والفنيين الدوليين ذوي الجذور الراسخة في الماركسية والليترانية، تشكلت في أوائل القرن العشرين عام 1957، وكانت تتطلع إلى تحولات اجتماعية وسياسية كبرى؛ قبل أن تنحلّ في عام 1972 وتنفصل إلى عدد من المجموعات المختلفة، بما في ذلك بوهاوس الموقفية، والمؤسسة المناهضة للدولة، والموقفية الأممية الثانية، أصبحت الحركة الأولى نشطة في أوروبا خلال الستينيات وأنحاء أخرى من العالم، وكانت تتسم بمنظور معادٍ للرأسمالية وبسريالية في الجماليات والسياسة، وفقاً للمؤرخ الفني الإيطالي فرانشيسكو بولي.
لاحظ العالِم الإيطالي ميريلا بانديني في مؤلفات الموقفية أنه لا يوجد فصل بين الفن والسياسة؛ ويواجه الاثنان بعضهما البعض بشكل ثوري.
تاريخياً، برزت الأفكار الثورية أولاً بين الفنانين والمفكرين. ولهذا السبب فإن الآلية الدقيقة لنزع فتيل دور الفنانين والمفكرين هي تقسيمهم إلى تخصصات متخصصة ومجزأة، من أجل فرض انقسامات غير طبيعية بصفتها «فصلًا للفن عن السياسة». وبمجرد فصل الأعمال الفنية الفكرية عن الأحداث الجارية وعن النقد الشامل للمجتمع، فإنها تصبح صالحة ويمكن دمجها بأمان في الثقافة الرسمية والخطاب العام، إذ يمكنها أن تضيف نكهة جديدة إلى الأفكار القديمة المهيمنة، وأن تؤدي دور العجلة في آلية «مجتمع المشهد».

### فن الملصقات
«لا نكتفي بالمطالبة بالموسيقا اليسارية»، أعادت ملصقات للحزب المحافظ في المملكة المتحدة تدوير الأساليب الفنية الأيقونية لـ «الثورة الاشتراكية» لنقل رسالتها السياسية في عام 2008.

### الإنتروبا
الإنتروبا منحوتة النحات التشيكي دايفيد تشرني، وهو تمثال كُلّف به للاحتفال بالرئاسة التشيكية لمجلس الاتحاد الأوروبي خلال النصف الأول من عام 2009، ويوضح كيف يمكن للفن أن يدخل في صراع مع السياسة، ويخلق أشكالًا مختلفة من الجدل في هذه العملية، سواء عن قصد أو عن غير قصد. أثارت الأنتروبا الجدل بسبب تصويرها النمطي لمختلف الدول الأعضاء في الاتحاد الأوروبي، ولأنها كانت من إبداع تشرني وصديقين له بدلاً من التعاون الذي ضم 27 فناناً من كل دولة من الدول الأعضاء. وكانت ردود أفعال بعض الدول الأعضاء في الاتحاد الأوروبي سلبية إزاء تصوير بلادها، فقد قررت بلغاريا على سبيل المثال استدعاء السفير التشيكي لدى صوفيا لمناقشة تصوير دولة البلقان باعتبارها مجموعة من المراحيض القرفصائية. «تكشف هذه الخدعة الأوروبية… حقائق أعمق. ليس عن البلدان فحسب بل وعن الفن نفسه». (غافريلوفا).

### الجماليات الروسية
ووفقًا لإستي شينبرغ، محاضرة في الموسيقا بجامعة إدنبرة، في كتابها «السخرية والاستهزاء والمحاكاة الساخرة والفظائع في موسيقا شوستاكوفيتش»، في «المفهوم الروسي التقليدي للفنون»، فإن «الترابط بين التقنية الفنية والمحتوى الإيديولوجي هو المعيار الجيني الرئيسي».

### الموسيقا الكلاسيكية
لم يستخدم لودفيج فان بيتهوفن العنوان الأصلي «قصيدة الحرية» لقصيدة فريدريش شيلر، المعروفة باللغة الإنجليزية بـ «قصيدة الفرح» (1785)، في أثناء ضبطها للموسيقا في الضبط الأخير للسمفونية التاسعة (1824)، إذ «أجبر حراس نابليون الشاعر على تسميتها بـ قصيدة الفرح». وبعد سقوط حائط برلين في 9 تشرين الثاني/ نوفمبر 1989، يوم الميلاد المجيد ذاك، عندما أدار ليونارد برنشتاين الحفل التاسع لبيتهوفن في موقع الحدود السابقة بين ألمانيا الشرقية وألمانيا الغربية في برلين، وهو حفل موسيقي بُث على الصعيد الوطني في الولايات المتحدة، استبدل الحرية بالفرح ليعكس «رسالته الشخصية».

### موسيقا الفولك والاحتجاج
في شباط/ فبراير 1952، صادرت دائرة الجمارك في الولايات المتحدة جواز سفر بول روبيسون، ما منعه من مغادرة الولايات المتحدة لحضور المؤتمر الكندي الرابع للاتحاد الدولي لعمال المناجم والمطاحن والمصاهر في فانكوفر، كولومبيا البريطانية، كندا؛ ولكن بعد «سماع المؤتمر روبنسون يغني عبر الهاتف»، نظم الاتحاد «حفلاً موسيقياً على الحدود بين الولايات المتحدة وكندا». وبحسب رواية «الاحتفال بالذكرى المئوية لبول روبنسون»، رنَّم روبنسون وتكلم 45 دقيقة. وقدم أغنيته الأولى قائلاً «إنني أقف هنا اليوم تحت ضغط شديد لأنني أجرؤ، كما تجرؤون جميعاً، على النضال من أجل السلام ومن أجل حياة كريمة لجميع الرجال والنساء والأطفال» [ورافقته لورانس براون على البيانو]. شرع في غناء الأغاني الروحانية والأغاني الشعبية وأغاني العمال ونسخة عاطفية من نهر الرجل العجوز. كُتب إليه في العشرينيات من القرن الماضي: «أظهر القليل من الإصرار وستدخل السجن». وقد أكد أن حكومته حولت البلد بكامله إلى سجن لروبنسون وكثيرين غيره».
في الستينيات كانت أغاني بيت سيجر، وجوان بايز، وبوب ديلن، وآخرون تحتج على المزيد من العنصرية، والحرب، والمجمع الصناعي العسكري، مواصلة بذلك التقليد الفني الأمريكي المتمثل في الاحتجاج السياسي الذي تأسس في أثناء العصر الاستعماري.

### القيود المفروضة على مواقع الموسيقا الحية
في الولايات المتحدة
بدأ تنفيذ القانون المتعلق بالرقص بين المراهقين، من تموز/ يوليو 1985 حتى أيار/ مايو 2002، والذي يعده معارضوه «قانونًا مناهضًا للموسيقا»، يفرض قيودًا على النوادي التي تقبل من تقل أعمارهم عن 21 سنة في سياتل، واشنطن. كان لا يزال موضوع معارضة سياسية وقانونية مطولًا في المحكمة الفيدرالية الأمريكية في أوائل عام 2002، عندما كان لا يزال يجري الفصل في دعوى رفعتها لجنة العمل المشتركة للفنانين والتشجيع على الموسيقا في عام 2000.
وفي أيار/ مايو 2002، حكم القاضي لاسنك في قضية مدينة سياتل بشأن دعوى لجنة العمل المشتركة للفنانين، ولم يجد أي انتهاك دستوري للتعديل الأول وقرر أن المسألة سياسية يقررها مجلس مدينة سياتل لا المحاكم. خلال الدعوى، أعاد خليفة العمدة شيل، غريغ نيكلز، وهو من مؤيدي مشروع القانون، تقديم المرسوم إلى مجلس مدينة سياتل، وفي 12 آب/ أغسطس 2002، حل قانون الرقص الجديد لجميع الأعمار محل قانون تي دي أو، ولكن لم يعدّه منتقدوه بمثابة تحسن كبير.
في مايو/ أيار 2008، أثار «قانون المروجين» الذي اقترحه مجلس مدينة شيكاغو معارضة في شيكاغو، إلينوي، لاعتباره مفرطاً في التقييد وخنق حرية التعبير.